# Graduated Fool
Graduated Fool è il quarto album in studio della cantante olandese Anouk, pubblicato il 7 marzo 2003 dalla EMI.

## Tracce
1. Too Long – 3:55
2. Everything – 4:24
3. Hail – 3:53
4. Who Cares – 4:37
5. Graduated Fool – 3:52
6. Stop Thinking – 4:18
7. No Time to Waste – 3:57
8. Searching – 3:54
9. Margarita Chum – 4:19
10. I Live For You – 3:40
11. Bigger Side – 4:41

## Classifiche
| Paese            | Posizione più alta |
| ---------------- | ------------------ |
| Belgio (Fiandre) | 25                 |
| Paesi Bassi      | 3                  |